# 骨髄異形成/骨髄増殖性疾患
骨髄異形成/骨髄増殖性疾患 (英名 Myelodysplastic/ myeloproliferative disease )とは骨髄における異形成と、一系統以上の血球増殖の特徴を併せ持つ血液疾患群である。
MDS/MPDと略称される。

## 概要
1999年から2001年にかけてWHOにて提唱され、WHO分類第3版として出版された各病型分類基準に含まれる新しい血液疾患概念である。
それまで血液腫瘍分類の主流であったFAB分類における骨髄異形成症候群と慢性骨髄増殖性疾患の両方の性質を併せ持つ血液疾患が従来から認められてきた。
例えば、FAB分類で骨髄異形成症候群に分類されている慢性骨髄単球性白血病は多くが白血球増加を示す。非定型慢性骨髄性白血病は慢性骨髄増殖性疾患である慢性骨髄性白血病に似るが多血球系の異形成を認める。
これらの、骨髄異形成症候群と慢性骨髄増殖性疾患の両方の性質を併せ持つ血液疾患を骨髄異形成/骨髄増殖性疾患として分類する。

## 特徴
本疾患群では骨髄は過形成である。細胞の分化能は失われておらず有効造血による一系統以上の血球増加を認める。しかし、細胞に異形成を伴うため別系統の血球では減少をきたす。
芽球は末梢血及び骨髄において20％未満である。20%を超えると急性白血病のカテゴリーになる。

## 該当する病型
1. 慢性骨髄単球性白血病 (Chronic myelomonocytic leukemia :略称 CMML)
2. 非定型慢性骨髄性白血病 (Atypical chronic myeloid leukemia :略称 aCML)
3. 若年性骨髄単球性白血病 (Juvenile myelomonocytic leukemia :略称 JMML）
4. 分類不能型 (Myelodysplastic/ myeloproliferative disease,unclassifiable : MDS/MPN-UC)

の4型が含まれる。

## 症状
各病型ごとにそれぞれの症状があるが、各疾患に比較的共通して見られることがあるのは血球減少及び機能異常による発熱や出血・倦怠感などや病的細胞の侵潤による臓器不全などである。

## 改名
骨髄異形成/骨髄増殖性疾患は2008年WHO分類第4版にて 骨髄異形成/骨髄増殖性腫瘍 (英名 Myelodysplastic/ Myeloproliferative Neoplasm 略称 MDS/MPN)と改められた。